# 普布里乌斯·豪拉提乌斯·科克莱斯
普布里乌斯·豪拉提乌斯·科克莱斯（拉丁語：Publius Horatius Cocles），约活动于公元前6世纪前后。古罗马独眼英雄。公元前508年由埃特鲁里亚人所组成军队入侵罗马，他遏止了敌军进攻直到羅馬人毁坏了台伯河上的苏布里基乌斯桥後跳進了深深急流的台伯河中，身上還穿著那沉重的盔甲。幾分鐘後，他浮起來時已游到了河的中央了，安全地躲過了波希纳的士兵們向他投擲的長矛和標槍，當他爬上河岸時，迎接他的是一陣又一陣的歡呼聲。接著，波希纳的士兵們也高呼起來，因為他們從沒見過像賀拉提斯這麼勇敢堅強的人。他的事迹后来在罗马被广为传颂。

## 诗歌
《Lays of Ancient Rome》Thomas Macaulay
– 《古罗马谣曲集》
Then out spake brave Horatius,
The Captain of the Gate:
“To every man upon this earth
Death cometh soon or late.
And how can man die better
Than facing fearful odds,
For the ashes of his fathers,
And the temples of his Gods.”
于是，城门的守将贺拉提斯这样说：
对于世上生灵万物，
死亡迟早终将降临；
若为守护先祖的遗骨与信仰的神殿
直面强敌力战而没，
没有别的死亡能如此崇高。

## 後果
豪拉提乌斯的防禦阻止了拉斯·波希纳對城牆的直接攻擊，迫使他陷入圍攻。圍攻將以和平條約結束，羅馬將保持完整。

## 扩展阅读
- Dionysius of Halicarnassus, Roman Antiquities, V:1–39
- Livy, Ab urbe condita, 2.10